# Joan Gich i Girbau
Joan Gich i Girbau   (Palafrugell, 17 de març de 1909 - Palafrugell, 31 de juliol de 1974) va ser un politic, artesà i empresari català.
L'any 1933 es va presentar per la Lliga Regionalista a les eleccions municipals de Palafrugell i va ser regidor entre 1934 i 1936. Va ser alcalde des del 1960 fins al 1973, en l'època que el turisme va esdevenir la primera activitat econòmica de la població. El 1970 va tenir un encàrrec de l'estat, per formar part del ministeri de Governació.
A l'esplanada de la hostatgeria de Sant Sebastià (Palafrugell), hi havia una creu de forja obra de Joan Gich. Actualment aquesta creu està desapareguda.